# 李枖原
李枖原（1980年4月9日—），韓國女演員，常被音譯為李瑤媛，另譯李繇園。2008年2月15日從檀國大學戲劇電影學系畢業，取得學士學位。

## 經歷
1997年，通過試鏡比賽成為專業模特兒。1998年，在暢銷小說改編的電影《男人的香氣》中飾演明世彬的少女時期，從此踏入影視圈。憑藉著電影《貓咪少女》各摘下青龍電影獎及百想藝術大賞新人獎。被媒體稱為「沈銀河接班人」的她，卻在2003年因為結婚退出演藝圈。
2005年，在老公的支持與影迷的期待下，帶著新作《流行70》復出。通過在《外科醫生奉達熙》中感人至深的催淚表演再次打動觀眾。
2009年，在長篇古裝劇《善德女王》中飾演德曼公主，通過了各種考驗和試煉，並與最強對手美室一派鬥智鬥謀，最終成為新羅第一位女王。2011年，出演《49天》挑戰一人分飾兩角，時而是深沉陰鬱的宋伊景，時而是開朗不知人間疾苦的申智賢兩種角色。
2012年，在MBC古裝劇《馬醫》中飾演醫女姜知寧，兒時為逃避官婢身分，埋名隱性女扮男裝流落街頭，後陰錯陽差成為兩班家庭養女而改變命運，並與劇中主角白光炫（曹承佑 飾）展開一段相知相惜的戀情。
2013年，演出SBS《黃金帝國》，飾演冷靜睿智的崔瑞允，身為誠進集團會長次女，面對家族成員為了爭奪產業的明爭暗鬥，一肩扛起父親託付的重任，卻因男主角張泰柱（高洙 飾）的出現，開啟一段悲劇性的婚姻。

## 個人生活
2003年，與化工企業家小開、業餘高爾夫球選手朴振宇舉行結婚典禮，隔年生下女兒。2013年12月，李枖原宣佈再度懷孕，2014年5月生下二女兒。2015年5月17日再順利生下三兒子。

## 演出作品

### 電視劇
| 年份 | 電視台 | 名稱           | 角色           |
| ---- | ------ | -------------- | -------------- |
| 1998 | SBS    | 愛也好恨也好   |                |
| 1999 | KBS    | 學校2          | 金妍真         |
| 1999 | SBS    | 行進           |                |
| 2000 | KBS    | 小蓋子         | 許智惠         |
| 2001 | KBS    | 藍霧           | 李申雨         |
| 2001 | KBS    | 純情           | 韓世真         |
| 2002 | SBS    | 大望           | 尹麗蓁         |
| 2005 | SBS    | 流行70         | 韓多美／高真喜 |
| 2007 | SBS    | 外科醫生奉達熙 | 奉達熙         |
| 2007 | KBS    | 壞愛情         | 羅仁靜         |
| 2009 | MBC    | 善德女王       | 德曼公主       |
| 2011 | SBS    | 49日           | 宋伊景／申智敏 |
| 2012 | MBC    | 馬醫           | 姜知寧         |
| 2013 | SBS    | 黃金帝國       | 崔瑞允         |
| 2016 | JTBC   | 玉氏南政基     | 玉多情         |
| 2016 | MBC    | 不夜城         | 徐伊景         |
| 2017 | tvN    | 付岩洞復仇者們 | 金貞慧         |
| 2019 | MBC    | 異夢           | 李英珍         |
| 2019 | OCN    | 奔跑的調查官   | 韓允瑞         |
| 2022 | JTBC   | 綠色媽咪會     | 李蒑飄         |

### 電影
| 年份   | 片名           | 角色   |
| ------ | -------------- | ------ |
| 1998   | 男人的香氣     |        |
| 1999   | 襲擊加油站事件 |        |
| 2001   | 貓咪少女       |        |
| 2002   | A.F.R.I.K.A.   |        |
| 2002   | 驚喜派對       |        |
| 2005   | 光植的弟弟光泰 |        |
| 2007   | 華麗的假期     | 朴申愛 |
| 2010   | 大酱           | 張惠真 |
| 2012   | 嫌疑犯X        | 花善   |
| 2013   | 傳說的拳頭     | 洪圭敏 |
| 2017   | 是的，家族     | 吳書京 |
| 待公布 | 禽兽           | 美爱   |

### MV
| 年份 | 演唱者                 | 曲名                  | 備註                   |
| ---- | ---------------------- | --------------------- | ---------------------- |
| 1998 | Deep                   | Please Baby Don't Cry |                        |
| 1998 | O.P.P.A                | WAYO!WAYO!            |                        |
| 1999 | A4                     | For give Me           |                        |
| 1999 | K2                     | To Her Lover          |                        |
| 2000 | Position               | I Love You            |                        |
| 2001 | WHY                    | 請幸福吧              |                        |
| 2002 | 池許蓮                 | 想哭的下午            |                        |
| 2006 | Vibe                   | 酒                    |                        |
| 2007 | SeeYa                  | 愛情的問候            |                        |
| 2007 | SeeYa                  | 冰偶人                | 《愛情的問候》續篇     |
| 2009 | 申昇勳                 | 愛情的傻瓜            |                        |
| 2012 | Yangpa＆Davichi＆HANNA | 愛情都是那樣吧        |                        |
| 2012 | Yangpa＆辛鍾國         | 離別都是那樣吧        | 《愛情都是那樣吧》續篇 |

## 獎項
- 1997年：演藝人電視劇大會－服裝模特部門大賞
- 2001年：第9屆春史電影賞－女子演技賞（貓咪少女）
- 2001年：第22屆青龍電影獎－新人女演員（貓咪少女）
- 2001年：KBS演技大賞－人氣賞（藍霧）
- 2002年：第38屆百想藝術大賞－電影部門 女子新人演技賞（貓咪少女）
- 2002年：SBS演技大賞－新星獎（大望）
- 2005年：SBS演技大賞－10大明星獎、特別企劃女主角獎（流行70）
- 2007年：SBS演技大賞－最優秀演技獎、網絡票選最高人氣獎、10大明星獎、最佳情侶獎（與李凡秀）（外科醫生奉達熙）
- 2009年：第10屆大韓民國影像大典－最佳上鏡演員獎
- 2009年：第22屆GRIME影像大賞－最佳女演員獎
- 2009年：MBC演技大賞－最優秀女演員、最佳情侶獎（與金南佶）（善德女王）
- 2010年：第5屆亞洲模特兒授獎式亞洲特別賞－電視劇部門賞
- 2011年：SBS演技大賞－十大明星獎、PD賞（49日）
- 2013年：SBS演技大賞－十大明星獎、中篇電視劇部門 女子最優秀演技獎（黃金帝國）

## 外部連結
- 李枖原的Instagram帳戶
- 李枖原在NAVER上的资料
- 李枖原在韩国电影数据库（KMDb）上的資料（韓語）
- 李枖原在豆瓣上的资料（简体中文）
- 李枖原在互联网电影资料库（IMDb）上的資料（英文）